# Carlos Presti
Carlos Alberto Presti (Buenos Aires, 23 de junio de 1966) es un militar argentino en actividad con el grado de teniente general. Se desempeña como jefe del Estado Mayor General del Ejército (JEMGE) desde su investidura el 10 de enero de 2024.
Surgido de la promoción 118 del Colegio Militar (tres camadas más modernas que la de su antecesor, el general Guillermo Pereda). Su designación provocó el pase a retiro de 22 generales en actividad.

## Carrera militar
Es hijo del militar Roque Carlos Alberto Presti.
El biografiado ingresó al Colegio Militar de la Nación el 14 de febrero de 1984 y el 17 de diciembre de 1987 egresó como subteniente del arma de infantería con orden de mérito 13 sobre 115 graduados de la promoción 118 de dicha academia de formación de oficiales del Ejército Argentino.
Ocupó los cargos de jefe del Regimiento de Asalto Aéreo 601, comandante de la IV Brigada Aerotransportada y director del Colegio Militar. Estuvo presente en misiones de paz en Haití y, desde el 15 de septiembre de 2017, fue agregado de la Embajada Argentina en Guatemala con extensión sobre El Salvador, Honduras y Nicaragua, durante la presidencia de Mauricio Macri.
Fue designado como Jefe del Ejército Argentino el 29 de diciembre de 2023 por el actual presidente Javier Milei, vía decreto presidencial, sucediendo al teniente general Guillermo Pereda en dicho cargo. su asunción se produjo el 10 de enero de 2024 y fue juramentado por el ministro de Defensa Luis Petri, en una ceremonia en el Regimiento de Infantería 1 "Patricios".
Fue promovido a general de división por decreto del poder ejecutivo con fecha 16 de julio de 2024.
El 5 de marzo de 2025 fue promovido a teniente general con fecha 2 de enero de 2024.